# 마유게구

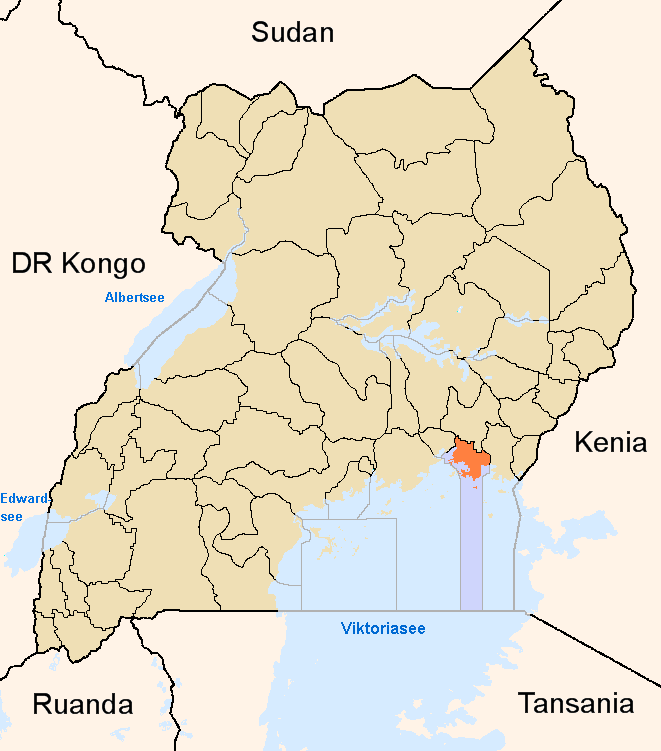
마유게 구의 위치

마유게구(Mayuge)는 우간다 남동부에 위치한 구로, 행정 중심지는 마유게이며 인구는 326,567명(2002년 인구 조사 기준)이다.
행정 구역상으로는 동부 주에 속하며 1개 군(부냐 군)을 관할한다. 동쪽으로는 부기리 구, 북서쪽으로는 진자 구, 서쪽으로는 무코노 구, 남쪽으로는 빅토리아호와 접한다.

## 같이 보기
- 우간다의 행정 구역